# Osiedle Niepodległości (Kraków)
Osiedle Niepodległości – osiedle w Krakowie wchodzące w skład Dzielnicy XVI Bieńczyce, niestanowiące jednostki pomocniczej niższego rzędu w ramach dzielnicy.

## Historia
Osiedle Niepodległości stanowi część Bieńczyc Nowych - założenia architektoniczno-urbanistycznego, w zamierzeniu stanowiącego rozbudowę dzielnicy Nowa Huta w kierunku północno-zachodnim. W 1959 roku w wyniku konkursu na projekt założenia wybrano koncepcję autorstwa warszawskiej architekt Jadwigi Guzickiej z zespołem w którym za projekt urbanistyczny odpowiadali Anna Basista i Jan Lewandowski a za architekturę budynków Kazimierz Chodorowski, Stefan Golonka oraz konstruktor dr inż. Tadeusz Kantarek. Całe założenie było projektowane dla ok. 30 tys. mieszkańców - ok. 5,5 tys. na jednym osiedlu. Cechuje je luźna zabudowa budynkami wolnostojącymi z przeważającą zabudową 5- i 11-kondygnacyjną. Główną osią zespołu urbanistycznego jest park Planty Bieńczyckie, wzorowane na Plantach Krakowskich, który spaja osiedla wchodzące w skład zespołu w jedną urbanistyczną całość. Wzdłuż parkowej osi zaplanowano obiekty użyteczności publicznej - szkoły, przedszkola, domy handlowe, domy kultury, biblioteki. Oprócz Osiedla Niepodległości w skład Bieńczyc Nowych wchodzą jeszcze osiedla Strusia, Kalinowe, Na Lotnisku, Wysokie, Kazimierzowskie, Jagiellońskie, Przy Arce, Albertyńskie oraz Złotej Jesieni. Realizacja zespołu urbanistycznego odbyła się w latach 1962-1979.
Chociaż jest częścią Bieńczyc Nowych, założenia, które miało czas swojej realizacji w większości w latach 60. XX wieku, to Osiedle Niepodległości, razem z podobnym osiedlem Przy Arce powstawały w latach 70. XX wieku. Z tym faktem są one najmłodszymi osiedlami wchodzącymi w skład zespołu urbanistycznego. Wcześniej, od lat 60. w ich miejscu miały swoją siedzibę bazy firm budowlanych. Osiedle powstawało od roku 1972. Pierwsi mieszkańcy wprowadzili się w roku 1974 do trzech bloków – bloku nr 7, nr 8 i nr 9 (jest to ciąg trzech połączonych ze sobą, czteropiętrowych bloków, nie posiadających windy). Tzw. „puchatki” (czteropiętrowe bloki mieszkalne w kształcie bryły prostopadłościanu z wejściami do klatek z dwóch przeciwnych stron) zostały zbudowane w drugiej połowie lat 70. XX wieku.

## Rozwój i wygląd osiedla
Na terenie osiedla znajduje się 18 bloków. Osiedle jest odnawiane od 2000 roku – powstają brukowane chodniki i parkingi oraz są odmalowywane i ocieplane bloki mieszkalne.
W bliskim sąsiedztwie osiedla znajduje się Plac Targowy „Tomex”. Z drugiej strony znajduje się dom turystyczny „Lipsk”. Z osiedla Niepodległości jest około 500 metrów do centrum handlowego Carrefour Czyżyny.
Na terenie osiedla znajduje się dużo zagospodarowanej zieleni oraz trzy place zabaw z huśtawkami, piaskownicami i nowymi ławkami.

## Parafia
Wierni kościoła rzymskokatolickiego z Osiedla Niepodległości należą do parafii Matki Bożej Królowej Polski.

## Usytuowanie i komunikacja
Osiedle Niepodległości jest usytuowane obok Ronda Kocmyrzowskiego. Znajdują się tu przystanki tramwajowe oraz autobusowe – w okolice osiedla można więc dostać się tramwajami.
Osiedle Niepodległości graniczy bezpośrednio z osiedlem Albertyńskim, z osiedlem Przy Arce (oddzielone od niego Aleją gen. Andersa) oraz z osiedlem Spółdzielczym (oddzielone ulicą Bieńczycką).

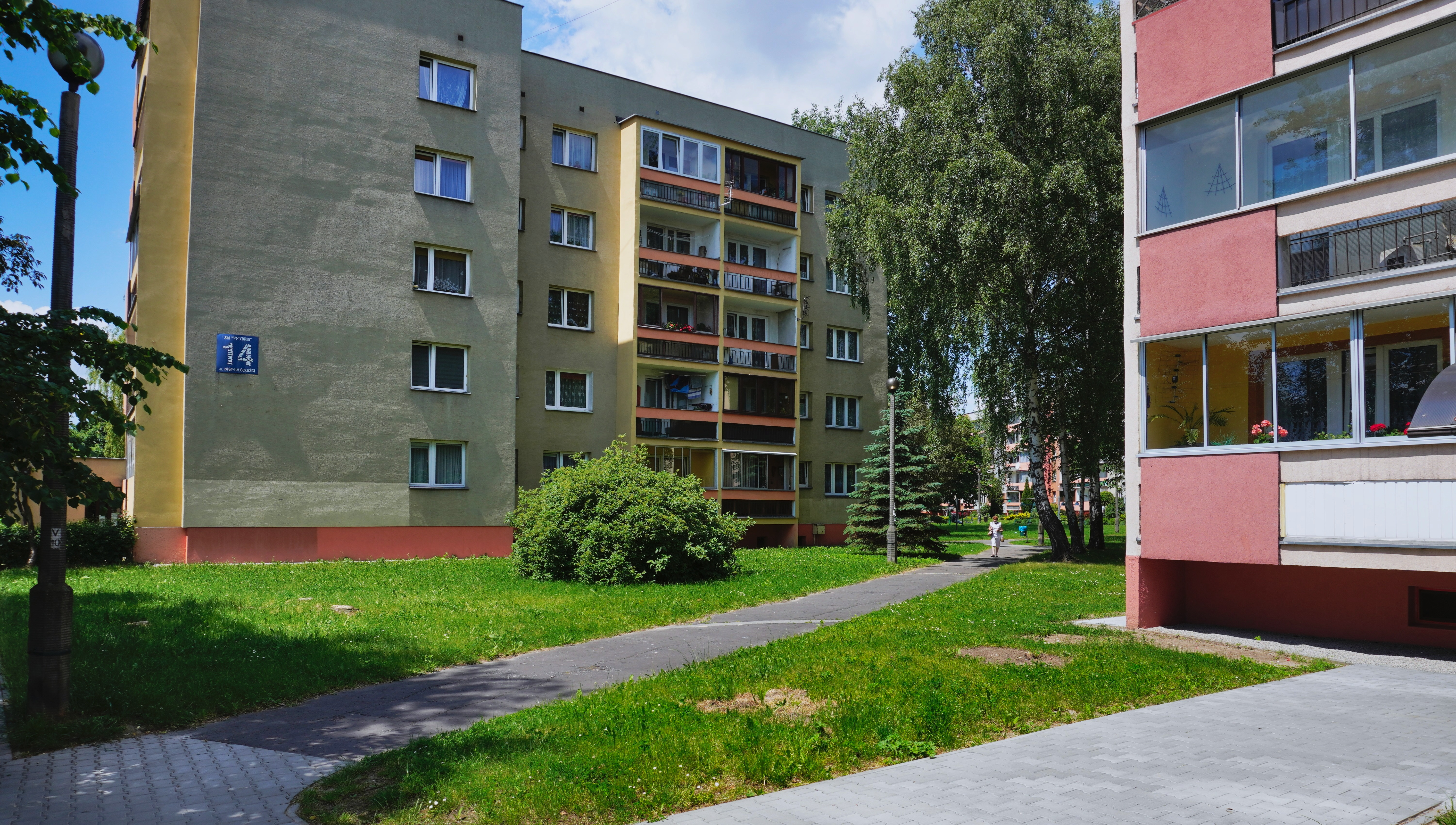
Bloki czteropiętrowe „puchatki” 14 i 13
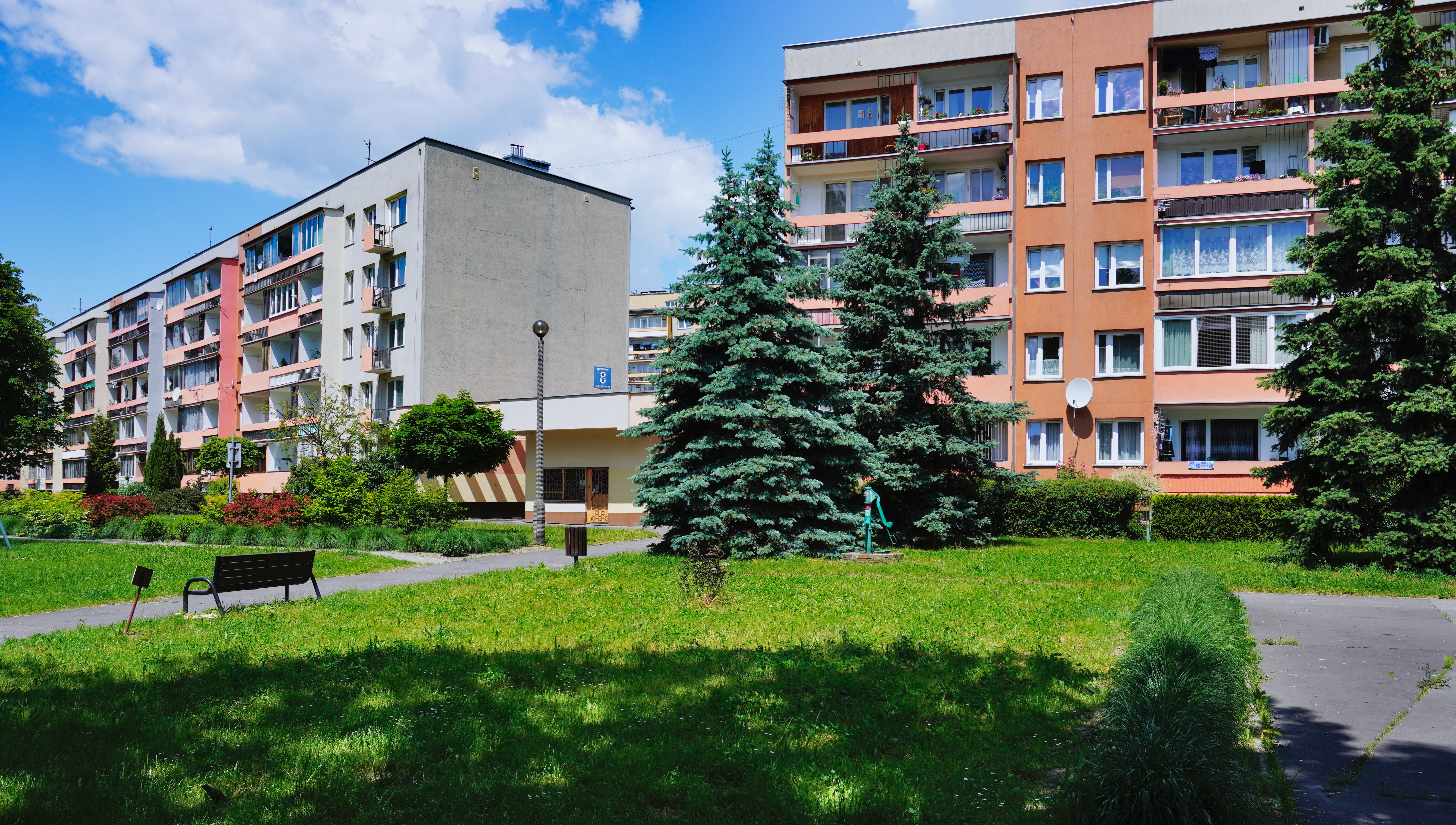
Bloki czteropiętrowe 8 i 9, połączone pergolą z przejściem i punktem handlowo-usługowym
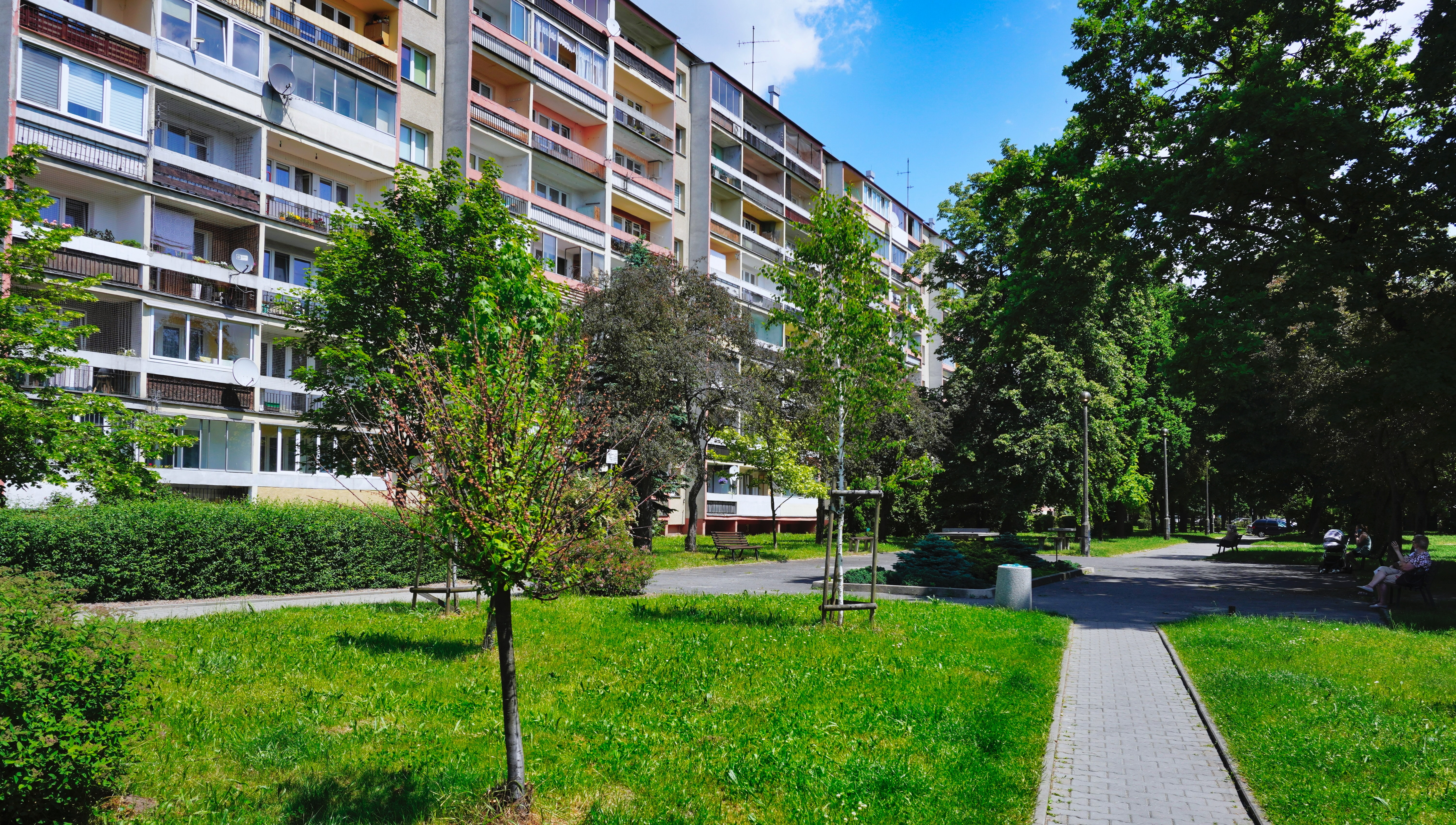
Wnętrze osiedla, zieleniec i siedmiopiętrowy blok 5
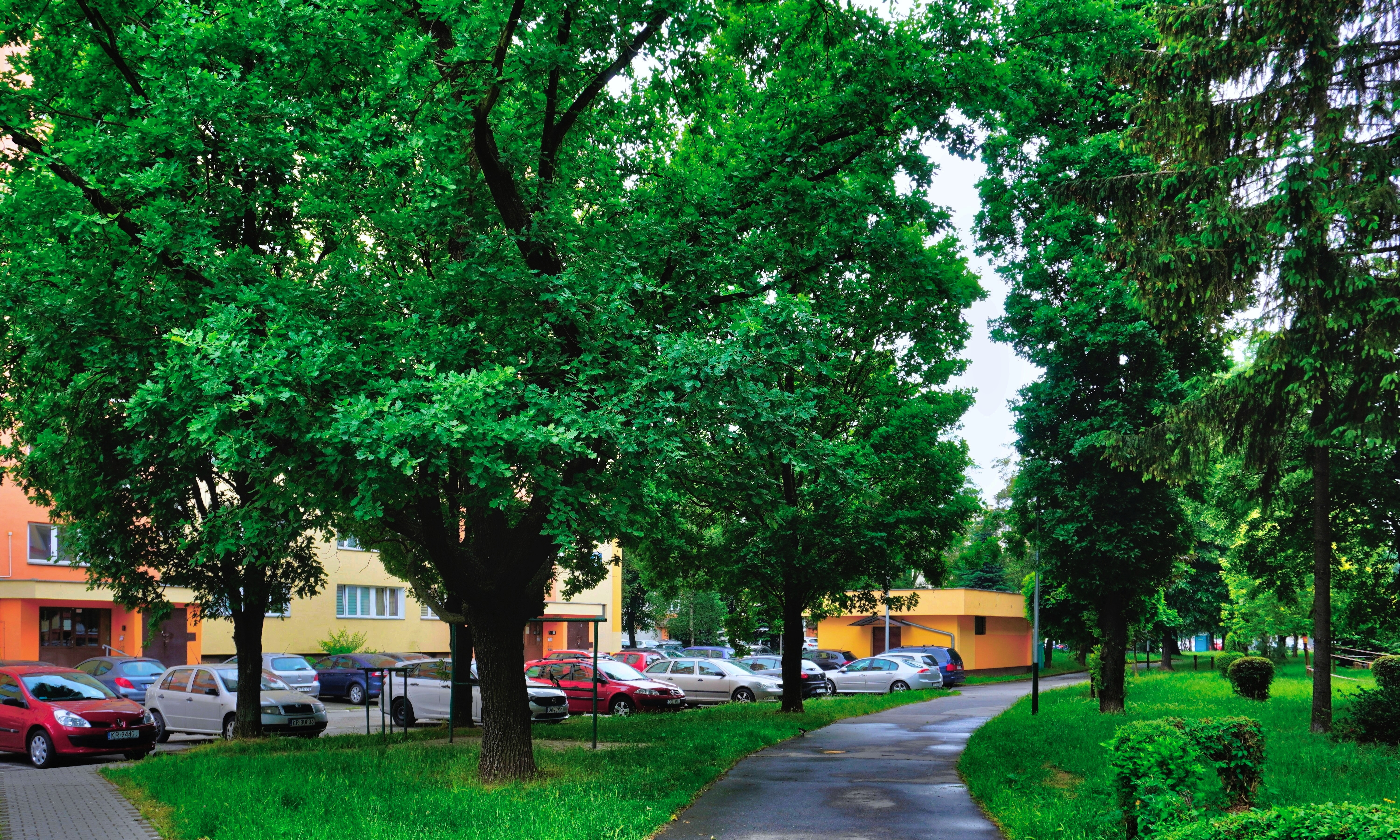
Wnętrze osiedla, zieleniec, w tle – blok 6
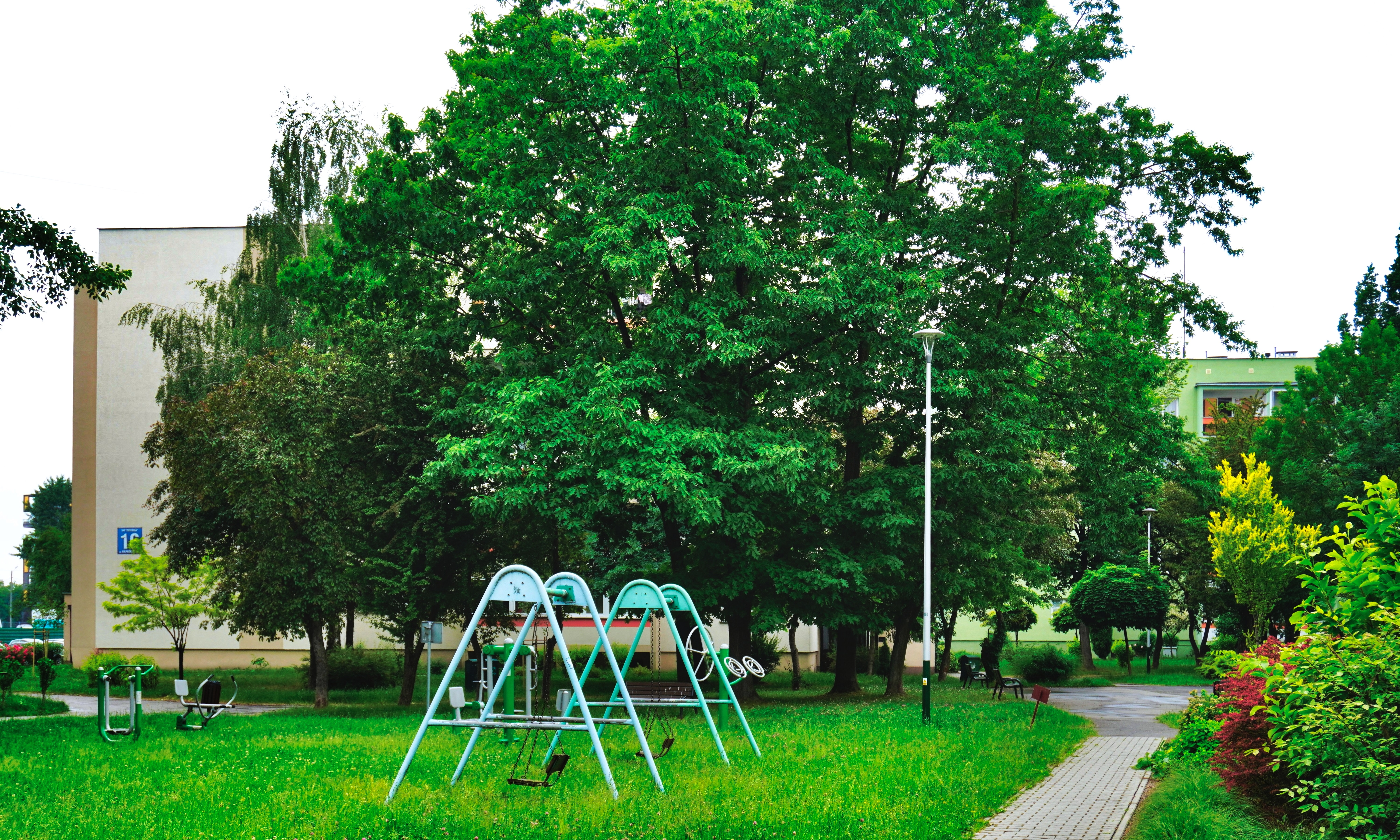
Wnętrze osiedla, tereny zielone i rekreacyjne, w tle – bloki 16 i 17
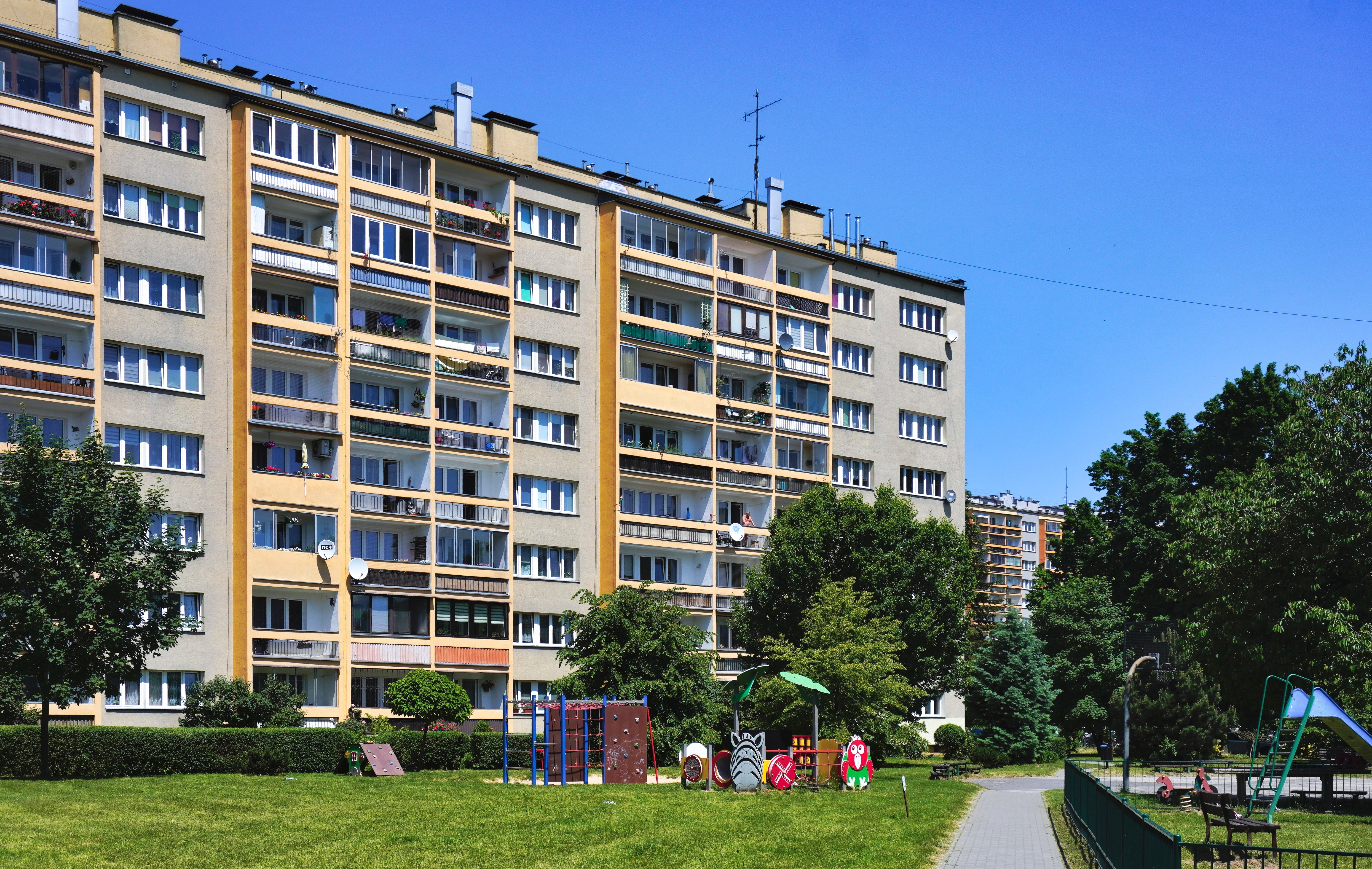
Wnętrze osiedla, os. Niepodległości 6
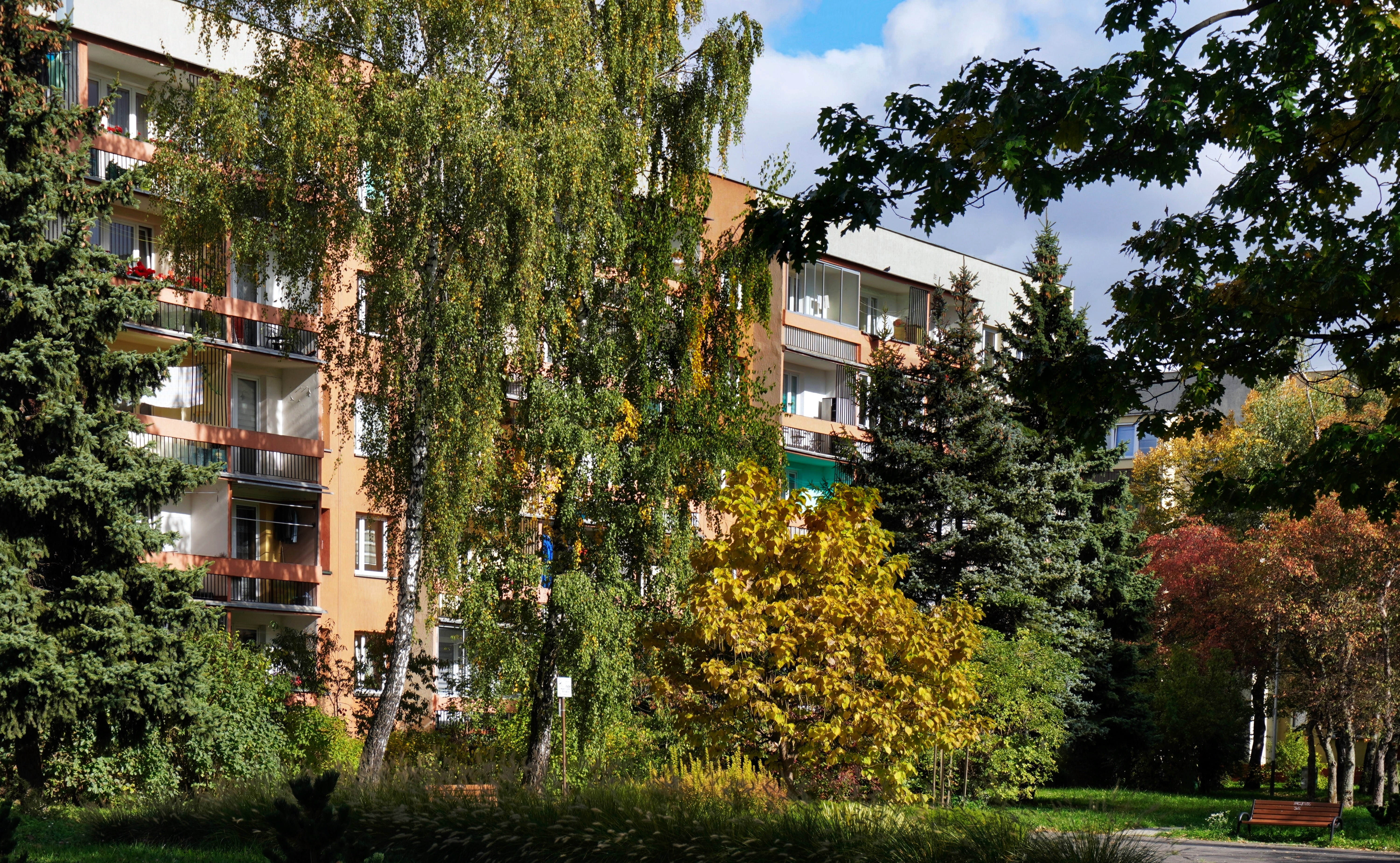
Wnętrze osiedla, os. Niepodległości 9